# Germainiellus
Germainiellus (лат.) — род мелких жуков-долгоносиков из подсемейства Cyclominae (Listroderini).

## Распространение
Эндемики субантарктической Южной Америки (Фолклендские острова и южные Анды: Аргентина, Чили).

## Описание
Длина 6,0—8,4 мм. Красновато-коричневые. Рострум среднего размера; опушение состоит из щетинок и щетинковидных чешуек; переднеспинка поперечная; постокулярные доли развиты. 3-6-е сегменты жгутика усика шаровидные; переднеспинка без бугорков; надкрылья продолговато-овальные, не сросшиеся по межэтральному шву. Germainiellus близок к родам подтрибы Listroderina из трибы Listroderini и близок к родам Acroriellus, Acrorius, Acrostomus, Antarctobius, Hyperoides, Lamiarhinus, Listroderes, Methypora, Philippius, Rupanius, Trachodema.

## Биология
Питаются (как и другие близкие группы) листьями (имаго) и корнями растений (личинки). Среди растений хозяев: жуки Germainiellus dentipennis и Germainiellus fulvicornis отмечены на Nothofagus sp. (Nothofagaceae); Germainiellus laevirostris отмечен на Senecio smithii (Asteraceae); Germainiellus planipennis отмечен на Nothofagus dombeyi (Nothofagaceae) и Peumus boldus (Monimiaceae); Germainiellus salebrosus отмечен на Empetrum rubrum (Empetraceae).

## Систематика
Род включает около 10 видов.
- Germainiellus angulipennis  (Germain, 1895)[4]
- Germainiellus attenuatus  (Germain, 1895)
- Germainiellus dentipennis  (Germain, 1895)
- Germainiellus fulvicornis  (Germain, 1895)
- Germainiellus laevirostris  (Germain, 1895)
- Germainiellus lugens  (Germain, 1895)
- Germainiellus ovatus  (Boheman, 1842)
- Germainiellus philippii  (Germain, 1896)
- Germainiellus planipennis  (Blanchard, 1851)[5]
- Germainiellus punctiventris  (Germain, 1895)
- Germainiellus rugipennis  (Blanchard, 1851)
- Germainiellus salebrosus  (Enderlein, 1907)[6]
- другие виды